# Alexander Müller (Politiker, 1969)

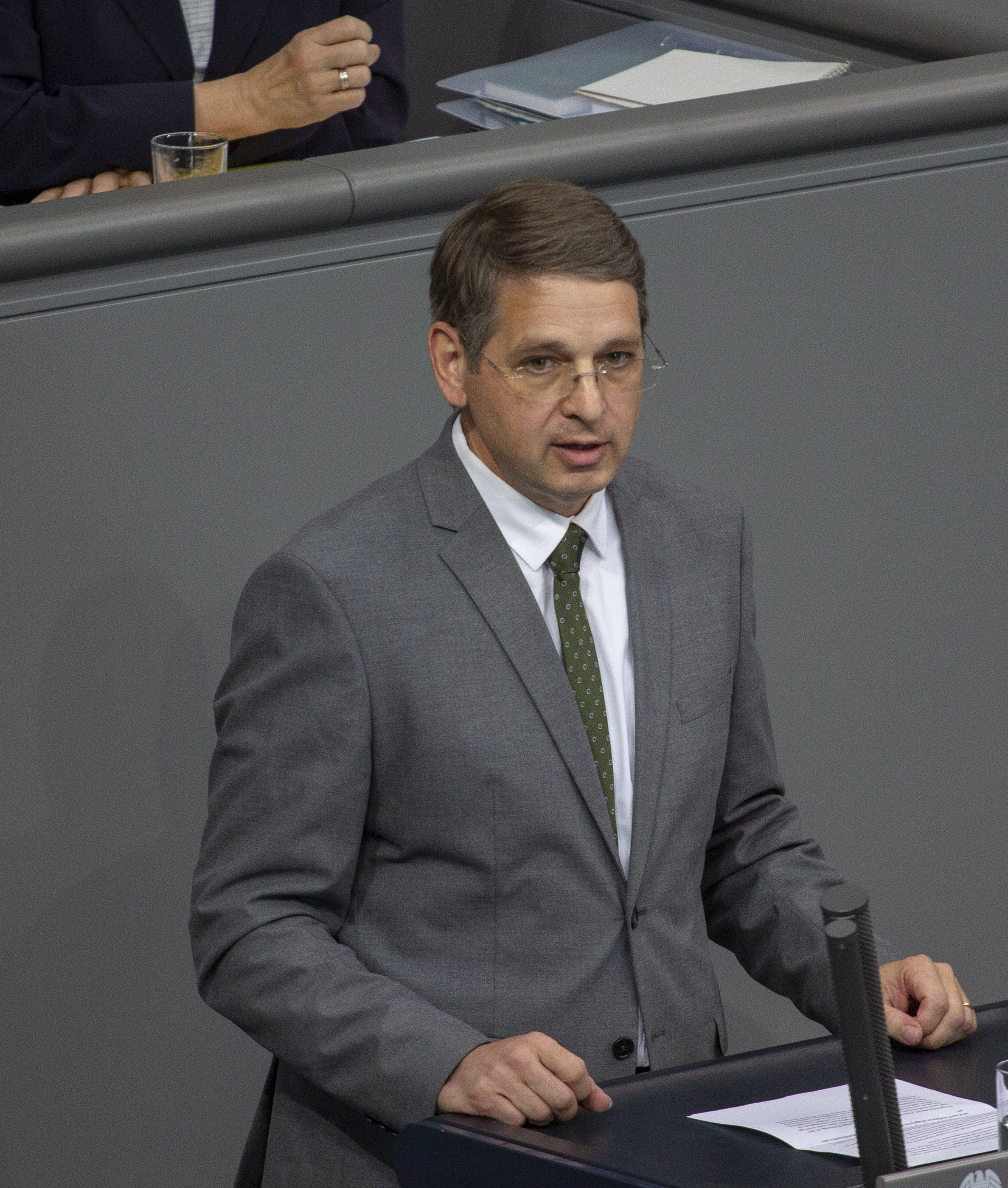
Müller im Deutschen Bundestag, 2019

Alexander Müller (* 17. Juli 1969 in Bendorf) ist ein deutscher Politiker (FDP). Er war von 2017 bis 2025 Mitglied des Deutschen Bundestages und ab 2022 verteidigungspolitischer Sprecher der Fraktion der Freien Demokraten. Seit April 2025 ist er Generalsekretär der FDP Hessen.

## Leben
Alexander Müller besuchte in den Jahren 1975 bis 1979 die Grundschule in Koblenz-Rübenach und anschließend bis 1988 das Bischöfliche Gymnasium in Koblenz, das er mit dem Abitur abschloss. Von Oktober 1988 bis Dezember 1989 erfüllte er seinen Grundwehrdienst bei der Bundeswehr in der Heeresflugabwehrschule in Rendsburg und bei der Heeresflugabwehr in Koblenz. Er ist Oberstleutnant der Reserve. Müller studierte Informatik an der Universität Kaiserslautern und der Fernuniversität Hagen. Im Jahr 1998 heiratete Müller und zog nach Niedernhausen in Hessen. Vor dem Einzug in den Bundestag war Müller als öffentlich bestellter und vereidigter IT-Sachverständiger tätig. Seit 2012 besitzt Müller eine Berufspilotenlizenz (CPL der Federal Aviation Administration).

## Politik

### Partei
Müller trat 1990 den Jungen Liberalen und der FDP bei. 1992/93 war er Schatzmeister des Bundesverbandes Liberaler Hochschulgruppen. Für die Landtagswahl in Rheinland-Pfalz 1996 kandidierte Müller für die FDP als Direktkandidat im Wahlkreis Kaiserslautern-Land.
Seit 2009 ist er Mitglied des Landesvorstands der FDP Hessen, seit 2016 im Präsidium der Landespartei.
Nach Alexander Müller ist das FDP-interne, von ihm erfundene „Alex-Müller-Verfahren“ benannt, das die demokratische Wahl der Reihenfolge von Tagesordnungspunkten auf Parteitagen beinhaltet. Es wurde auch von der Piratenpartei unter diesem Namen verwendet.

### Kommunalpolitik
Bei der Kommunalwahl 1994 in Rheinland-Pfalz wurde er in den Ortsbeirat von Kaiserslautern-Hohenecken gewählt. Nach dem Umzug nach Niedernhausen wurde Müller 2003 Mitglied in der dortigen Gemeindevertretung und war dort von 2011 bis 2021 Fraktionsvorsitzender der FDP. Seit April 2021 ist er Vorsitzender der Gemeindevertretung Niedernhausen. Seit 2016 ist er zudem Mitglied im Kreistag des Rheingau-Taunus-Kreis, dort seit 2025 Fraktionsvorsitzender der FDP-Fraktion.

### Abgeordnetentätigkeit
Für die  Bundestagswahlen 2009, 2013 und 2017 trat Müller als FDP-Direktkandidat im Wahlkreis Rheingau-Taunus – Limburg an. 2017 gelang ihm über die FDP-Landesliste der Einzug in den 19. Deutschen Bundestag.
Im 19. Deutschen Bundestag war er Obmann im Verteidigungsausschuss, Obmann im Unterausschuss für Abrüstung sowie stellvertretendes Mitglied im Ausschuss für Verkehr und digitale Infrastruktur für den Bereich Luft- und Raumfahrt. Außerdem war er stellvertretender Vorsitzender der deutsch-polnischen Parlamentariergruppe und war Mitglied im 1. Untersuchungsausschuss des Verteidigungsausschusses der 19. Wahlperiode des Deutschen Bundestages.
Müller kandidierte bei der Bundestagswahl 2021 erneut und zog wieder in den Bundestag ein. Im 20. Deutschen Bundestag war er ordentliches Mitglied und Obmann im Verteidigungsausschuss. Er war Sprecher für Wehrtechnik und Beschaffungswesen der FDP-Bundestagsfraktion. Er war Landesgruppen-Vorsitzender der FDP-Landesgruppe Südwest im Bundestag (Abgeordnete aus Hessen, Rheinland-Pfalz, Saarland). Im Unterausschuss für Abrüstung, Rüstungskontrolle und Nichtverbreitung war er stellvertretender Vorsitzender, ebenso in der deutsch-polnischen Parlamentariergruppe.
Am 17. Mai 2022 wählte ihn die FDP-Bundestagsfraktion einstimmig zum verteidigungspolitischen Sprecher der Fraktion. Am 9. November 2023 wurde er, als Nachfolger von Alexander Graf Lambsdorff, vom Deutschen Bundestag in das Parlamentarische Kontrollgremium gewählt, das die Nachrichtendienste des Bundes kontrolliert.
Zur Bundestagswahl 2025 kandierte er erneut, schied aber auf Grund des Scheitern der FDP an der Fünf-Prozent-Hürde aus dem Bundestag aus. 

## Mitgliedschaften und Nebentätigkeiten
Müller ist seit 2008 öffentlich bestellter und vereidigter IT-Sachverständiger (IHK Wiesbaden). Seit 2016 ist er Mitglied des Kreistags Rheingau-Taunus. Weiterhin ist er  Aufsichtsratsvorsitzender der futurum bank AG. Von 2016 bis 2021 war Müller Mitglied des Verwaltungsrats der Nassauischen Sparkasse Wiesbaden. Er ist beorderter Reservist beim Kommando Cyber- und Informationsraum der Bundeswehr im Rang eines Oberstleutnants der Reserve. Müller ist außerdem Vorstandsmitglied der Gesellschaft für Sicherheitspolitik.

## Privates
Alexander Müller ist geschieden und hat vier Kinder aus seiner früheren Ehe. Privat betätigt sich Müller als Kleinbauer und restauriert historische Fahrzeuge (vorzugsweise der Marke Opel).